# Antimo di Napoli
Antimo di Napoli (fl. IX secolo) fu duca di Napoli dal 801 al 818, anno in cui il patrizio di Sicilia ristabilì il controllo bizantino sul Ducato.
Per gran parte del periodo in cui fu a capo del ducato, si mantenne indipendente dall'autorità imperiale, ma dovette subire la 
perdita del controllo di due importanti città come Gaeta ed Amalfi.
All'inizio del suo ducato, il patrizio di Sicilia Gregorio gli chiese il suo aiuto per respingere i pirati Saraceni che minacciavano le coste dell'isola, ma il duca si rifiutò, preferendo mantenere la sua neutralità.
Nell'812, Bisanzio inviò una flotta per combattere i pirati con l'aiuto delle altre principali città tirreniche come Gaeta e Amalfi; queste ultime, anche a causa del nuovo rifiuto opposto da Napoli a partecipare alla spedizione navale, ne approfittarono per dichiarare la loro indipendenza.
Durante il ducato di Antimo la città fu sottoposta a numerose incursioni saracene ma anche a svariati assedi longobardi, questi ultimi in misura meno accentuata rispetto agli anni precedenti a causa della scissione del Ducato di Benevento.
Secondo il Cassandro, come si legge nell'opera citata, il Ducato divenne una sorta di rifugio di tutti coloro che furono costretti ad abbandonare la patria per motivi di ribellione o politici.
Antimo morì nell'818 e si venne a creare un problema di successione (in quanto il duca non designò alcun associato, come era il costume in voga presso gli ultimi duchi), che si manifestò con una vera e propria rivolta che portò alla nomina di Teoctisto, proveniente direttamente dalla Sicilia.